# مقاطعة كارول (آيوا)
مقاطعة كارول (بالإنجليزية: Carroll County, Iowa)‏ هي إحدى مقاطعات ولاية آيوا في الولايات المتحدة. ، بلغ عدد سكانها 20816 نسمة في عام 2010 حسب إحصاء مكتب تعداد الولايات المتحدة وتصل الكثافة السكانية فيها 14.1 نسمة/كم2.

## وصلات خارجية
- www.co.carroll.ia.us
- United States Counties

قالب:مقاطعات آيوا